# Felling (Gemeinde Pennewang)
Felling ist eine Katastralgemeinde und eine Ortschaft in der Gemeinde Pennewang im oberösterreichischen Bezirk Wels-Land im Hausruckviertel.
Felling liegt im Hausruckviertel auf 439 m Seehöhe. Felling befindet sich 17 Kilometer westlich der Stadt Wels und 1 Kilometer nordwestlich von Pennewang. Die Katastralgemeinde setzt sich aus dem nördlichen Teil der Gemeinde zusammen und umfasst eine Fläche von 2,2 km². Die Ausdehnung von Nord nach Süd beträgt 1,5 km und von Ost nach West 2,5 km.
Die Ortschaft Felling hat 48 Einwohner (Stand 2001). Zur Katastralgemeinde gehören außerdem die Ortschaften Bachstätten (20 Einwohner), Braunberg (34 Einwohner) und Rosenberg (7 Einwohner).